# أوكه
أوكه (بالإنجليزية: Auce)‏ هي منطقة سكنية تقع في لاتفيا في لاتفيا. يقدر عدد سكانها بـ 4,101 نسمة ومساحتها 43.7 كم2 .

## المدن التوأمة
مدينة Ungheni هي مدينة توأمة لـأوكه.